# Discografia dei Morbid Angel
La discografia dei Morbid Angel, gruppo musicale death metal statunitense, comprende tutte le pubblicazione della band, inclusi i cofanetti, gli split e i demo ufficiali, questi ultimi sono tratti dalla biografia presente sul loro sito. Vengono inoltre elencate tutte le produzioni audiovisive.

## Discografia

### Album in studio
- 1989 – Altars of Madness
- 1991 – Blessed Are the Sick
- 1993 – Covenant
- 1995 – Domination
- 1998 – Formulas Fatal to the Flesh
- 2000 – Gateways to Annihilation
- 2003 – Heretic
- 2011 – Illud Divinum Insanus
- 2017 – Kingdoms Disdained

### Album dal vivo
- 1996 – Entangled in Chaos
- 2015 – Juvenilia

### Raccolte
- 2016 – The Best of Morbid Angel

#### Album di remix
- 2012 – Illud Divinum Insanus - The Remixes

### Extended Play
- 1994 – Laibach Remixes

### Singoli
- 2011 – Nevermore

### Box set
- 2011 – MMXI (contiene i primi quattro album in un'edizione LP ultra-limitata)

### Split
- 1989 – Grindcrusher (Earache Records)

### Demo
- 1986 – Scream Forth Blasphemies
- 1986 – Bleed for the Devil
- 1987 – Thy Kingdom Come
- 1991 – Abominations of Desolation

## Videografia

### Album video

#### Split
- 2011 – Maximum Metal

### Video musicali
- Immortal Rites
- Blessed Are the Sick
- Rapture
- God of Emptiness
- Where the Slime Live
- Enshrined by Grace
- Existo Vulgoré